# Tomoko Kawakami
Tomoko Kawakami (川上 とも子, Kawakami Tomoko) (25 de abril de 1970 - 9 de junho de 2011) foi uma dubladora nascida em Tóquio. Tendo se graduado pela Toho Gakuen School of Music, trabalhou para a Production Baobab.